# Aukščiausioji lyga 1968
L'edizione 1968 dell'Aukščiausioji lyga fu la ventiquattresima come campionato della Repubblica Socialista Sovietica Lituana; il campionato fu vinto dallo Statyba Panevėžys, giunto al suo 2º titolo.

## Formula
Il numero di squadre salì a 16: al posto delle rinunciatarie Chemikas Klaipėda e Baltija Klaipėda, arrivarono le neo promosse Autoparkas Kaunas, Sūduva e Granitas.
Le 16 formazioni si incontrarono in gironi di andata e ritorno, per un totale di 30 incontri per squadra. Le squadre classificate agli ultimi due posti retrocessero.

## Classifica finale
|                        | Pos. | Squadra                 | Pt | G  | V  | N  | P  | GF | GS | DR  |
| ---------------------- | ---- | ----------------------- | -- | -- | -- | -- | -- | -- | -- | --- |
| RSS Lituana (bandiera) | 1.   | Statyba Panevėžys       | 52 | 30 | 22 | 8  | 0  | 69 | 19 | +50 |
|                        | 2.   | Nevėžis                 | 51 | 30 | 22 | 7  | 1  | 64 | 15 | +49 |
|                        | 3.   | Statybininkas Šiauliai  | 42 | 30 | 18 | 6  | 6  | 62 | 19 | +43 |
|                        | 4.   | Inkaras Kaunas          | 38 | 30 | 16 | 6  | 8  | 54 | 36 | +18 |
|                        | 5.   | Atletas Kaunas          | 33 | 30 | 11 | 11 | 8  | 26 | 21 | +5  |
|                        | 6.   | Žalgiris Naujoji Vilnia | 32 | 30 | 13 | 6  | 11 | 33 | 42 | -9  |
|                        | 7.   | Politechnika Kaunas     | 30 | 30 | 12 | 6  | 12 | 45 | 38 | +7  |
|                        | 8.   | Elnias Šiauliai         | 30 | 30 | 11 | 8  | 11 | 30 | 38 | -8  |
|                        | 9.   | Pažanga Vilnius         | 27 | 30 | 9  | 9  | 12 | 30 | 32 | -2  |
|                        | 10.  | Banga Kaunas            | 27 | 30 | 11 | 5  | 14 | 29 | 35 | -6  |
|                        | 11.  | Granitas Klaipėda 2     | 26 | 30 | 8  | 10 | 12 | 22 | 28 | -6  |
|                        | 12.  | Sūduva                  | 26 | 30 | 9  | 8  | 13 | 37 | 45 | -8  |
|                        | 13.  | Lima Kaunas             | 22 | 30 | 7  | 8  | 15 | 34 | 60 | -26 |
|                        | 14.  | Minija Kretinga         | 20 | 30 | 6  | 8  | 16 | 33 | 50 | -17 |
|                        | 15.  | Linų Audiniai Plungė    | 13 | 30 | 5  | 3  | 22 | 30 | 59 | -29 |
|                        | 16.  | Autoparkas Kaunas       | 11 | 30 | 3  | 5  | 22 | 21 | 82 | -61 |